# Сельцо Гавриловское
Сельцо Гавриловское — поселок в Спасском районе Рязанской области. Входит в Собчаковское сельское поселение.

## География
Находится в центральной части Рязанской области на расстоянии приблизительно 18 км запад-северо-запад по прямой от районного центра города Спасск-Рязанский в правобережной части района.

## История
Поселок был отмечен на карте еще 1840 года (тогда Гавриловская). На карте 1850 года показан как поселение с 18 дворами. В 1859 году здесь (тогда сельцо Гавриловское Спасского уезда Рязанской губернии) было учтено 34 двора, в 1897 — 25.

## Население
Численность населения: 298 человек (1859 год), 198 (1897), 54 в 2002 году (русские 88 %), 37 в 2010.